# Збройні сили України. 10 років (монета)
«Збро́йні си́ли Украї́ни. 10 ро́ків» — ювілейна біметалева монета номіналом 5 гривень, випущена Національним банком України, присвячена 10-річчю Збройних Сил України.
Монету введено в обіг 29 листопада 2001 року. Вона належить до серії «Відродження української державності».

## Опис монети та характеристики
| Номінал грн. | Метал                   | Маса, г | Діаметр, мм | Якість виготовлення | Гурт                 | Тираж, штук |
| ------------ | ----------------------- | ------- | ----------- | ------------------- | -------------------- | ----------- |
| 5            | нікелевий сплав, нордік | 9,4     | 28,0        | звичайна            | секторальне рифлення | 30 000      |

### Аверс
На аверсі монети у внутрішньому колі на дзеркальному тлі зображено малий Державний Герб України, перехрещені пірначі (клейноди полковників у козацькому війську) в обрамленні дубового вінка, рік карбування монети «2001» та логотип Монетного двору Національного банку України. У зовнішньому колі розміщено кругові написи: «УКРАЇНА», «5 ГРИВЕНЬ».

### Реверс

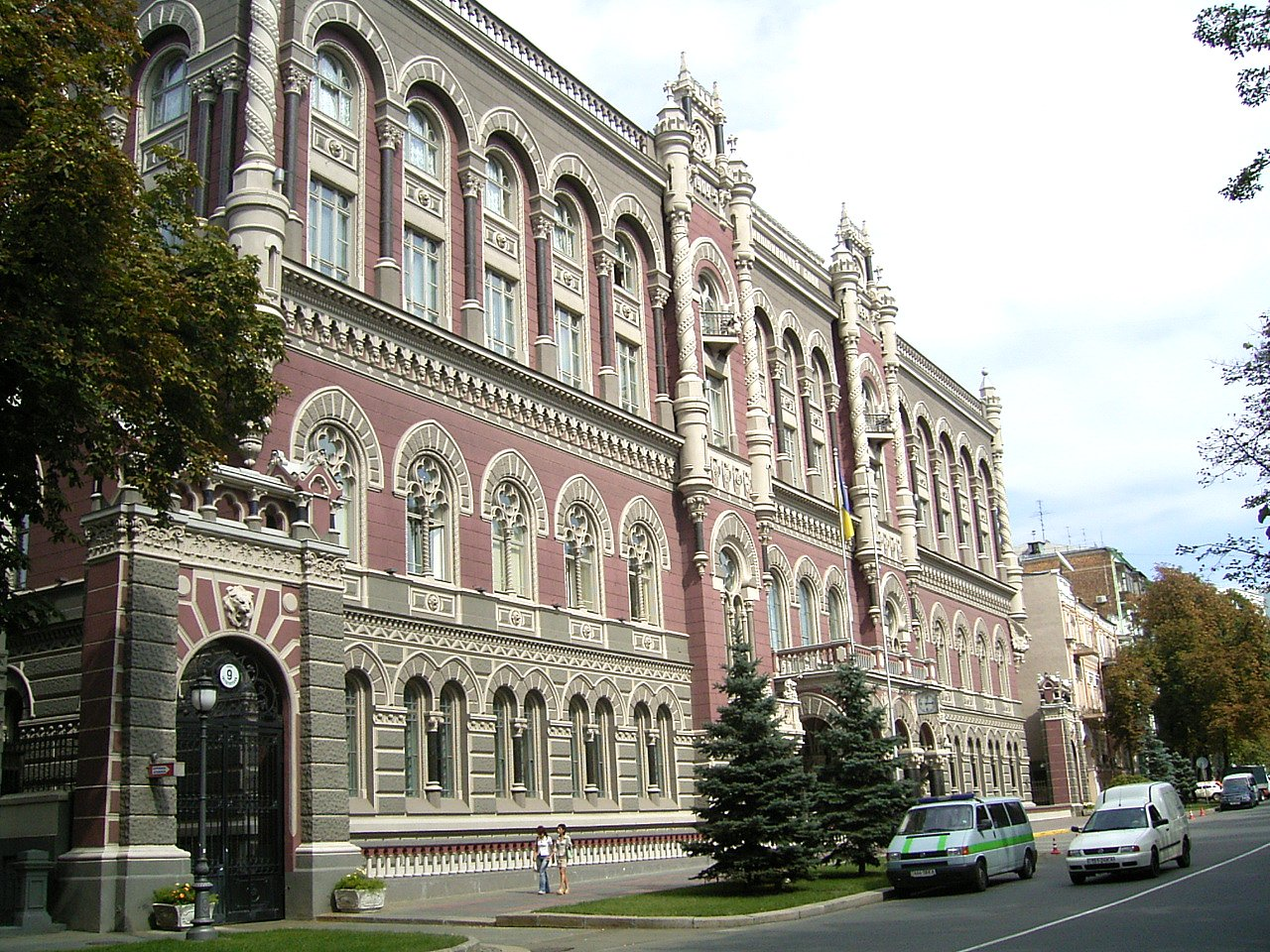
Будівля Національного банку України

На реверсі монети у внутрішньому колі зображено рівносторонній хрест із розширеними кінцями в обрамленні лаврового вінка, у центрі хреста — медальйон із зображенням малого Державного Герба України; у зовнішньому колі — кругові написи: «ЗБРОЙНІ СИЛИ УКРАЇНИ», «10 РОКІВ».

## Автори
- Художники: Іваненко Святослав, Муравйов Олександр.
- Скульптор — Іваненко Святослав.

## Вартість монети
Ціна монети — 5 гривень, була вказана на сайті Національного банку України у 2012 році.
Фактична приблизна вартість монети з роками змінювалася так:
| Рік        | 2010 | 2011 | 2012 | 2013 | 2014 | 2015 | 2016 | 2017 | 2018 | 2019 | 2020 | 2021 | 2022  | 2023  | 2024  | 2025  |
| ---------- | ---- | ---- | ---- | ---- | ---- | ---- | ---- | ---- | ---- | ---- | ---- | ---- | ----- | ----- | ----- | ----- |
| Ціна, грн. | 550  | 500  | 500  | 500  | 500  | 840  | 860  | 870  | 900  | 900  | 740  | 900  | 1 000 | 2 200 | 3 000 | 3 000 |